# Риос, Мария Эухения
Мария Эухения Риос Ромеро (исп. Maria Eugenia Rios Romero; 4 августа 1935, Мехико, Мексика — 1 августа 2024, там же) — мексиканская актриса, ученица Секи Сано.

## Биография
Родилась 4 августа 1935 года в Мехико в семье Роберто Риоса. Её отец был очень строгим человеком в воспитании своей дочери и строго возражал, чтобы та стала актрисой, но поддавшись уговорам матери согласился, но с одним условием — чтобы она успешно окончила институт, сказав Окончишь успешно институт, пойдёшь в актрисы, окончишь плохо институт — с мечтами о кино можешь позабыть. Дочь очень старалась в учёбе и окончила в должности двуячзычного секретаря, также училась в Городском колледже. Ради съёмок в кино, она оправдала условия своего отца и в 1954 году поступила в академию Андреса Солера и ANDA, которая она окончила в 1956 году, тогда же и дебютировала в мексиканском кинематографе и с тех пор снялась в 30 работах в фильмах и телесериалах. Несмотря на потерю своего супруга, актёра Оскара Морелли, она продолжала радоваться и сохранять энтузиазм по жизни.
Скончалась 1 августа 2024 года в Мехико в возрасте 88 лет.

### Личная жизнь
В 1958 году Фернандо Солер пригласил Марию Эухению Риос для театрального турне, на одной из репетиций в качестве зрителя присутствовал будущий актёр Оскар Морелли, который влюбился в неё без памяти и 2 июня того же года они поженились, и та родила 4 детей: Андреса, Оскара, Густаво и Марию Эухению Бонфильо. Братья Андрес и Оскар продолжили актёрскую карьеру. Вместе они прожили 47 лет, и после смерти своего супруга она заявила Без Оскара будет очень трудно жить.

## Фильмография

### Теленовеллы
- Огонь в крови (2008)...
- Al diablo con los guapos (2007-2008)....
- Личико ангела (2000-2001).... Esperanza Ortiz
- Desencuentro (1997-1998).... Queta
- La culpa (1996).... Lolita
- В плену страсти (1996).... Amalia de Aldapa
- Bajo un mismo rostro (1995).... Madre Esperanza
- Мария Мерседес (1992).... Directora del reformatorio
- Lo blanco y lo negro (1989).... Raymunda
- Encadenados (1988).... Natalia
- Querer volar (1980).... Dolores
- Bella y Bestia (1979).... Amelia
- Julia (1979)
- Una mujer marcada (1979).... Gloria
- Ana del aire (1974).... Inés
- El carruaje (1972) .... Esposa de Florencio
- Me llaman Martina Sola (1972) .... Irene
- El amor tiene cara de mujer (1971).... Consuelo
- El dios de barro (1970)
- La constitución (1970) .... Sara Pérez de Madero
- Chucho el Roto (1968).... Guadalupe Arriaga
- Rubí (1968).... Cristina Pérez
- Destino la gloria (1968) .... Blanca
- Anita de Montemar (1967) .... Ofelia
- Felipa Sánchez, la soldadera (1967) .... Elvira
- El medio pelo (1966)
- La sombra del pecado (1966)
- La doctora (1964)
- Central de emergencia (1964)
- Pablo y Elena (1964)
- La familia Miau (1963)
- Eugenia (1963)
- Penumbra (1962)

### Многосезонные ситкомы
- Женщина, случаи из реальной жизни (1985-2007; снялась в 1997 и 2001 гг. в двух сериях: "Un grito en la noche" y "La última advertencia").

### Художественные фильмы
- Ataque salvaje (1995)
- Triste juventud (1990)
- El naco mas naco (1982)
- El inolvidable Chucho el Roto (1971).... Guadalupe Arriaga
- Los amores de Chucho el Roto (1970).... Guadalupe Arriaga
- Yo soy Chucho el Roto (1970).... Guadalupe Arriaga
- La vida de Chucho el Roto (1970).... Guadalupe Arriaga
- El juicio de Arcadio (1965)
- Los signos del zodíaco (1963).... Estela
- Locura pasional (1956)